# پیتر آنگرر
پیتر آنگرر (انگلیسی: Peter Angerer؛ زادهٔ ۱۴ ژوئیهٔ ۱۹۵۹) ورزشکار دوگانه اهل آلمان بود.